# Collegio elettorale di Alba (Camera dei deputati)
Il collegio di Alba fu un collegio elettorale uninominale della Repubblica Italiana per l'elezione della Camera dei deputati. Apparteneva alla Circoscrizione Piemonte 2 e fu utilizzato per eleggere un deputato nella XII, XIII e XIV legislatura.

## Storia
Venne istituito nel 1993 con la cosiddetta Legge Mattarella (Legge n. 277, Nuove norme per l'elezione della Camera dei deputati), attuata in seguito al referendum abrogativo del 1993. La legge istituì per la Camera dei deputati e per il Senato della Repubblica un sistema di elezione misto, in parte maggioritario e in parte proporzionale. Il 75% dei parlamentari dell'assemblea veniva eletto in collegi uninominali tramite sistema maggioritario a turno unico; il restante 25% alla Camera veniva eletto tramite sistema proporzionale con liste bloccate.
Il collegio venne abolito insieme a tutti gli altri che costituivano la Camera con la promulgazione della legge elettorale successiva, la cosiddetta Legge Calderoli. Questa prevedeva un sistema proporzionale con premio di maggioranza, che alla Camera veniva attribuito a livello nazionale.

## Territorio
Il collegio di Alba era uno dei 36 collegi uninominali in cui era suddiviso il Piemonte e, come previsto dal D.Lgs. del 20 dicembre 1993 n. 536, era interamente compreso nella provincia di Cuneo e comprendeva i seguenti comuni: Alba, Albaretto della Torre, Arguello, Baldissero d'Alba, Barbaresco, Barolo, Benevello, Borgomale, Bossolasco, Bra, Canale, Castagnito, Castiglione Falletto, Ceresole d'Alba, Cerretto Langhe, Cervere, Cherasco, Cissone, Corneliano d'Alba, Cortemilia, Cravanzana, Diano d'Alba, Grinzane Cavour, Guarene, La Morra, Lequio Berria, Magliano Alfieri, Monforte d'Alba, Montà, Montaldo Roero, Montelupo Albese, Monteu Roero, Narzole, Neviglie, Novello, Piobesi d'Alba, Pocapaglia, Roddi, Roddino, Rodello, Sanfrè, Santa Vittoria d'Alba, Santo Stefano Roero, Serralunga d'Alba, Serravalle Langhe, Sinio, Somano, Sommariva Perno, Sommariva del Bosco, Treiso, Trezzo Tinella, Verduno e Vezza d'Alba.

## Eletti
| Elezione | Elezione | Deputato                | Partito                  |
| -------- | -------- | ----------------------- | ------------------------ |
|          | 1994     | Francesco Miroglio      | Polo delle Libertà (LN)  |
|          | 1996     | Mariella Cavanna Scirea | Polo per le Libertà (FI) |
|          | 2001     | Guido Crosetto          | Casa delle Libertà (FI)  |

## Dati elettorali

### XII legislatura

#### Risultati proporzionale
| Coalizioni        | Coalizioni         | Liste                           | Liste                              | Voti   | %     |
| ----------------- | ------------------ | ------------------------------- | ---------------------------------- | ------ | ----- |
|                   | Polo delle Libertà |                                 | Forza Italia                       | 22.951 | 25,01 |
|                   | Polo delle Libertà | Lega Nord                       | 21.306                             | 23,21  |       |
| Totale Coalizione | Totale Coalizione  | 44.257                          | 48,22                              |        |       |
|                   | Progressisti       |                                 | Partito Democratico della Sinistra | 7.781  | 8,48  |
|                   | Progressisti       | Federazione dei Verdi           | 3.675                              | 4,00   |       |
|                   | Progressisti       | Rifondazione Comunista          | 3.084                              | 3,36   |       |
|                   | Progressisti       | La Rete - Movimento Democratico | 2.080                              | 2,27   |       |
|                   | Progressisti       | Alleanza Democratica            | 1.537                              | 1,67   |       |
|                   | Progressisti       | Partito Socialista Italiano     | 1.076                              | 1,17   |       |
| Totale coalizione | Totale coalizione  | 19.233                          | 20,95                              |        |       |
|                   | Patto per l'Italia |                                 | Partito Popolare Italiano          | 17.617 | 19,19 |
|                   | Lista Pannella     | Lista Pannella                  | Lista Pannella                     | 5,635  | 6,14  |
|                   | Alleanza Nazionale | Alleanza Nazionale              | Alleanza Nazionale                 | 5.043  | 5,49  |
| Totale            | Totale             | Totale                          | Totale                             | 91.785 |       |

#### Risultati uninominale
|                               | Francesco Miroglio ✔️ Eletto | Polo delle Libertà (FI - LN - CCD - UDC)                          | 44 912 | 48,26 |  |  |  |  |  |
|                               | Giuseppe Andreis             | Patto per l'Italia                                                | 20 059 | 21,55 |  |  |  |  |  |
|                               | Luigi Carosso                | Progressisti                                                      | 19 500 | 20,95 |  |  |  |  |  |
|                               | Paolo Genta                  | Alleanza Nazionale                                                | 4 758  | 5,11  |  |  |  |  |  |
|                               | Renzo Rabellino              | Lega per il Piemonte - Unione per il Federalismo - Alba Provincia | 3 842  | 4,13  |  |  |  |  |  |
| Totale                        | Totale                       | Totale                                                            | 93 071 | 100   |  |  |  |  |  |
|                               |                              |                                                                   |        |       |  |  |  |  |  |
| Fonte: Ministero dell'interno |                              |                                                                   |        |       |  |  |  |  |  |

### XIII legislatura

#### Risultati proporzionale
| Coalizioni        | Coalizioni              | Liste                                     | Liste                              | Voti   | %     |
| ----------------- | ----------------------- | ----------------------------------------- | ---------------------------------- | ------ | ----- |
|                   | Polo per le Libertà     |                                           | Forza Italia                       | 22.138 | 24,42 |
|                   | Polo per le Libertà     | CCD-CDU                                   | 7.535                              | 8,31   |       |
|                   | Polo per le Libertà     | Alleanza Nazionale                        | 6.455                              | 7,12   |       |
| Totale coalizione | Totale coalizione       | 36.128                                    | 39,85                              |        |       |
|                   | Lega Nord               | Lega Nord                                 | Lega Nord                          | 27.533 | 30,37 |
|                   | L'Ulivo                 |                                           | Partito Democratico della Sinistra | 8.927  | 9,85  |
|                   | L'Ulivo                 | Popolari per Prodi (PPI-SVP-PRI-UD-Prodi) | 8.034                              | 8,86   |       |
|                   | L'Ulivo                 | Federazione dei Verdi                     | 3.544                              | 3,91   |       |
| Totale coalizione | Totale coalizione       | 20.505                                    | 22,62                              |        |       |
|                   | Progressisti            |                                           | Rifondazione Comunista             | 4.140  | 4,57  |
|                   | Lista Pannella - Sgarbi | Lista Pannella - Sgarbi                   | Lista Pannella - Sgarbi            | 1.873  | 2,07  |
|                   | Mani Pulite             | Mani Pulite                               | Mani Pulite                        | 492    | 0,54  |
| Totale            | Totale                  | Totale                                    | Totale                             | 90.671 |       |

#### Risultati uninominale
|                               | Mariella Cavanna Scirea ✔️ Eletto | Polo per le Libertà | 30 948 | 34,01 |  |  |  |  |  |
|                               | Gianfranco Maggi                  | L'Ulivo             | 30 677 | 33,71 |  |  |  |  |  |
|                               | Sebastiano Fogliato               | Lega Nord           | 29 371 | 32,28 |  |  |  |  |  |
| Totale                        | Totale                            | Totale              | 90 996 | 100   |  |  |  |  |  |
|                               |                                   |                     |        |       |  |  |  |  |  |
| Fonte: Ministero dell'interno |                                   |                     |        |       |  |  |  |  |  |

### XIV legislatura

#### Risultati proporzionale
| Coalizioni        | Coalizioni              | Liste                   | Liste                                 | Voti   | %     |
| ----------------- | ----------------------- | ----------------------- | ------------------------------------- | ------ | ----- |
|                   | Casa delle Libertà      |                         | Forza Italia                          | 30.647 | 34,03 |
|                   | Casa delle Libertà      | Lega Nord               | 8.042                                 | 8,93   |       |
|                   | Casa delle Libertà      | Alleanza Nazionale      | 6.367                                 | 7,07   |       |
|                   | Casa delle Libertà      | CCD-CDU                 | 2.821                                 | 3,13   |       |
|                   | Casa delle Libertà      | Nuovo PSI               | 443                                   | 0,49   |       |
| Totale coalizione | Totale coalizione       | 48.320                  | 53,65                                 |        |       |
|                   | L'Ulivo                 |                         | La Margherita (Dem - PPI - RI- UDEUR) | 12.931 | 14,36 |
|                   | L'Ulivo                 | Democratici di Sinistra | 10.513                                | 11,67  |       |
|                   | L'Ulivo                 | Il Girasole (FdV - SDI) | 1.780                                 | 1,98   |       |
|                   | L'Ulivo                 | Comunisti Italiani      | 1.000                                 | 1,11   |       |
| Totale coalizione | Totale coalizione       | 26.224                  | 29,12                                 |        |       |
|                   | Lista Di Pietro         | Lista Di Pietro         | Lista Di Pietro                       | 4.998  | 5,55  |
|                   | Lista Pannella - Bonino | Lista Pannella - Bonino | Lista Pannella - Bonino               | 4.078  | 4,53  |
|                   | Democrazia Europea      | Democrazia Europea      | Democrazia Europea                    | 3.413  | 3,79  |
|                   | Rifondazione Comunista  | Rifondazione Comunista  | Rifondazione Comunista                | 2.402  | 2,67  |
|                   | Fiamma Tricolore        | Fiamma Tricolore        | Fiamma Tricolore                      | 522    | 0,58  |
|                   | Abolizione scorporo     | Abolizione scorporo     | Abolizione scorporo                   | 100    | 0,11  |
| Totale            | Totale                  | Totale                  | Totale                                | 90.057 |       |

#### Risultati uninominale
|                               | Guido Crosetto ✔️ Eletto | Casa delle Libertà | 45 225 | 49,44 |  |  |  |  |  |
|                               | Gian Mario Giolito       | L'Ulivo            | 33 041 | 36,12 |  |  |  |  |  |
|                               | Riccardo Villosio        | Lista Di Pietro    | 4 796  | 5,24  |  |  |  |  |  |
|                               | Pier Luigi Vanni         | Democrazia Europea | 4 362  | 4,77  |  |  |  |  |  |
|                               | Antonio Montani          | Lista Emma Bonino  | 4 053  | 4,43  |  |  |  |  |  |
| Totale                        | Totale                   | Totale             | 91 477 | 100   |  |  |  |  |  |
|                               |                          |                    |        |       |  |  |  |  |  |
| Fonte: Ministero dell'interno |                          |                    |        |       |  |  |  |  |  |